# Air Force United Football Club
El Air Force United Football Club fue un equipo de fútbol de Tailandia que militó por última vez en la Primera División de Tailandia, la segunda liga de fútbol más importante del país. Tras disolverse el club en 2019, se fundó el Uthai Thani FC como sucesor del club.

## Historia
Fue fundado en el año 1937 en la ciudad de Rangsit con el nombre Royal Thai Air Force, el cual usaron hasta el año 2009, cuando lo cambiaron por el que tienen actualmente. Es uno de los equipos más exitosos de Tailandia, aunque en el siglo 21 no le ha ido muy bien, no juega en la Liga Premier de Tailandia desde el año 2004. Ha ganado 13 títulos de Liga y más de 30 títulos de copa local.
A nivel internacional ha participado en 4 torneos continentales, donde nunca ha podido avanzar más allá de la Segunda ronda.

## Palmarés
- Liga Premier de Tailandia: 2

1997, 1999
- Copa FA de Tailandia: 3

1995, 1996, 2001
- Copa de la Liga de Tailandia: 3

1987, 1994
- Copa Kor Royal: 13

1952, 1953, 1957, 1958, 1959, 1960, 1961, 1962, 1963, 1967, 1987, 1996, 1999
- Copa de la Reina de Tailandia: 3

1970, 1974, 1982

## Participación en competiciones de la AFC
- Copa de Clubes de Asia: 2 apariciones

1989 - Primera ronda
2001 - Segunda ronda
- Recopa de la AFC: 2 apariciones

1998 - Segunda ronda
2002 - Segunda ronda